# Stjärnsunds kapellförsamling
Stjärnsunds kapellförsamling var en kapellförsamling i Dalarna och Västerås stift. Kapellförsamlingen bildades den 1 maj 1909 genom en utbrytning ur Husby församling. Den 1 januari 1940 upphörde kapellförsamlingen genom att dess verksamhet ombildades till ett kyrkobokföringsdistrikt: Stjärnsunds kyrkobokföringsdistrikt.

## Administrativ historik
Stjärnsunds kapellförsamling bildades genom en utbrytning ur Husby församling den 1 maj 1909 enligt beslut den 25 februari 1909. Kapellförsamlingens område bestod av fastigheter tillhörande den så kallade skogsbygden av Flinö fjärding och Rörshytte fjärding (med undantag av dess västra del). Undantag till dessa områden var Nordvikens och Långshyttans fäbodskogar, som låg kvar i Husby församling. Kapellförsamlingen skulle inte utgöra en egen kommun eller jordebokssocken och hade gemensam kyrklig ekonomi och skolväsende med moderförsamlingen.
Enligt beslut den 25 maj 1917 skulle komministern i Stjärnsund vara ansvarig för kyrkobokföringen i kapellförsamlingen.
Den 1 januari 1940 (enligt beslut den 25 november 1938) upphörde Stjärnsund att vara kapellförsamling och blev istället ett kyrkobokföringsdistrikt.

### Pastorat
Stjärnsunds kapellförsamling tillhörde Husby pastorat.

## Areal
Vid folkräkningen den 31 december 1910 hade Statistiska centralbyrån inte kunnat göra någon uträkning av kapellförsamlingens areal.
Först vid folkräkningen den 31 december 1930 kunde en arealberäkning göras. Stjärnsunds kapellförsamling omfattade då en areal av 191,30 kvadratkilometer, varav 159,80 kvadratkilometer land. När kapellförsamlingen upphörde hade den fortfarande samma areal.

## Kyrkobyggnader
- Stjärnsunds kyrka